# صيغة رياضية
الصيغة أو الدستور (بالإنجليزية: formula) هي فذلكة تستعمل في الرياضيات والعلوم للتعبير عن المعلومات باستعمال الرموز مثل الصيغ الكيميائية أو عن العلاقة بين المقادير. من أشهر الصيغ هي صيغة أينشتاين: {\displaystyle E=mc^{2}} التي تظهر العلاقة بين الطاقة {\displaystyle E} والكتلة {\displaystyle m} في نظريته عن النسبية.

## الصيغ الرياضية
الصيغة الرياضية هي طريقة لإيجاد حل للمتغيرات في المعادلات. مثلًا، يتطلب إيجاد قيمة حجم جسم كروي {\displaystyle V}. الغوص في عمليات التكامل المعقدة. إلا أنه من الممكن للرياضيين، بعد نجاح عملية التكامل الأولى، من إيجاد صيغة رياضية مبسطة تعرّف الحجم بالنسبة لمتغيرات أخرى مثل شعاع الكرة {\displaystyle r}.في هذا المثال، صيغة المعادلة هي: {\displaystyle V={\frac {4}{3}}\pi r^{3}.}.
من الجدير ملاحظته أنه تم ترميز القيم المتغيرة مثل الـ {\displaystyle V} والـ{\displaystyle r} بأحرف واحدة للتبسيط، مما يعني أن إيجاد الحل هو بسيط وسريع وعملي لصيغ شديدة التعقيد.
وفي الرياضيات، لا يوجد فرق أساسي بين مصطلح «تعبير رياضي» (بالإنجليزية: expression) و«صيغة رياضية»، إلا أن الصيغة تنفرد باستعمالها كتعبير رياضي قائم بحد ذاته يمكن فهمه بالبديهة.
معظم الدراسات الرياضية تدور حول صيغ بأشكال مختلفة من معادلات تربيعية لمعادلات الحركة المستعملة في رياضيات الميكانيكا الفيزيائية. في السياق العام، تطبق الصيغ لإيجاد حلول لمسائل عملية من واقع الحياة. وهناك بعض الصيغ التي تفسر ظواهر تحصل في كل مكان، مثل صيغة «القوة = الكتلة × التسارع» التي تُطبق في أي مكان في الكون. أما بعض الصيغ الأخرى فتنشأ لحل مسائل محددة مثل استعمال موجة جيبية لتفسير حركتي المد والجذر في خليج ما. وفي كل الأحوال، تكون الصيغة الرياضية أساس كل العمليات الحسابية.

## الصيغ الحاسوبية
في مجال الحوسبة، تستعمل الصيغ الرياضية لتوصيف عمليات حسابية بين عدد من المتغيرات. ومن المتفق عليه أن تصور الصيغ في هذا المجال بشكل أوامر حاسوبية مثل:
«مجمع الفاكهة» = «عدد التفاح» + «عدد البرتقال»
أما في مجال الجداول الممتدة (بالإنجليزية: spreadsheet)، فتشكل صيَّغها من نسق من المحارف تشتمل على عناوين خلايا الجدول (بالإنجليزية: cell reference) مثل: "A1+A2=". بحيث A1 و A2 ترمزان للخليتين في عامود (A) والسطرين (1) و (2) على التوالي. وتظهر النتيجة في الخلية نفسها التي تحوي الصيغة.

## صيغ مع وحدات موصوفة
يمكن توصيف أي كمية فيزيائية كحاصل ضرب لقيمة عددية بوحدة قياس فيزيائية. وبالتالي، فالصيغة، في هذه الحالة، تصف العلاقة بين الكميات الفيزيائية. ومن الشروط الأساسية لصحة هذه الصيغ هي استعمال نفس البعد في كل طرف رياضي (term) من الأطراف المستعملة في الصيغة، وبمعنى آخر، تحويل كل طرف ليمثل قيمة من نفس الوحدة أو حاصل ضرب وحدات متجانسة. فمثلًا، في مثال حجم الكرة السابق الذكر، فإذا أردنا حساب حجم كرة ذات شعاع {\displaystyle r} يساوي 2 «سنتمتر» فيكون الحجم يساوي 33.51 سنتمتر3.
هناك مجهودات كبيرة للتدريب والتوعية في للمحافظة على استعمال وحدات بشكل متوافق في العمليات الحسابية أو إلى تحويلها إلى الوحدة المناسبة لنجاح العملية الحسابية. وهناك العديد من الخوارزميات والمبادئ المتعلقة بالموضوع مثل أسلوب «تحليل كمية لا بعدية» أو «تحويل الوحدات بواسطة نعوت المعامل» (بالإنجليزية: units conversion by factor-label).
في معظم الحالات، يًستعمل برامج حاسوبية للقيام بهذه العمليات الحسابية. إلا أن الحاسوب يتلقى القيم العددية ولا يستطيع تحديد الوحدات. لذلك، فان معظم خوارزميات الصيغ الحاسوبية تُتطور بحيث تكون الوحدات محددة ومعروفة لتخريج النتائج بشكل صحيح. وتُعَرف الوحدات عادة بشكل واضح منعًا للالتباس. فمثلًا، لنفترض أن برنامج حاسوبي سيقوم بتحويل الأحجام من «ملعقة طاولة» إلى سم3. المعادلة هي:
{\displaystyle \mathrm {V} ~\mathbf {tbsp} ={\frac {4}{3}}\pi \mathrm {R} ^{3}~\mathbf {cm} ^{3}.}
فلا يمكن استعمال هذه المعادلة بشكل صحيح إلا إذا حُدِدَت الوحدات التي يجب استعمالها مثل وحدة V هي ملاعق ووحدة R هي سم. لذلك يجب تحديد هذه الوحدات إما في الإرشادات أو في واجهات التطبيق نفسه.

## راجع أيضًا
- تدوين رياضي
- جداول ممتدة
- صيغة كيميائية
- كمية لا بعدية